# 海因里希·布吕宁
海因里希·阿洛伊修斯·馬利亞·以利沙伯·布呂寧（德語：Heinrich Aloysius Maria Elisabeth Brüning, 1885年11月26日—1970年3月30日），為德國的政治家。在威瑪共和國末期的1930年到1932年間擔任總理。

## 生平

### 學者
布呂寧的父親為保守的天主教徒，經營製醋工廠及販售紅酒來維持生記，在其1歲時去世。那之後便由其兄長來撫養他，這對他造成了莫大的影響。在故郷明斯特的文理中學畢業後，進入慕尼黑大學法學系就讀。1906年，轉至德意志帝國下的史特拉斯堡（現在的法國領土）大學，並專攻哲學、史學、德文。1911年，高級教師資格考試合格，至英國的倫敦政治經濟學院進修經濟學。1913年，僅兩年便取得經濟學博士學位並回到德國波昂。
畢業的同時志願入軍，官拜少尉並編入機槍部隊，參與第一次世界大戰。1918年，因德國十一月革命爆發，第一次世界大戰結束，他也隨之退役。復員後以博士學位轉入研究、教育的道路。1919年，作為天主教派的政治家卡爾·索恩夏因的支持者，從事復員軍人的就學、就職的支援活動。1920年，擔任德國勞動組合聯盟 (DGB) 會長，也就是普魯士邦福利部長亞當·希斯加爾德的個人秘書，就任DGB事務局長。

### 年輕總理
1924年，初次當選國會議員，就任中央黨議員團的財政政策發言人。1925年，提出限制所得税在12億國家馬克的「布呂寧法」。他本身是自制且禁慾的人物，此外再加上他的專業知識，使他的聲望相當崇高。1929年，就任中央黨議員領袖。當時德國因楊格計劃而必須對國內增稅，實行緊縮性財政政策時，也表示支持，這前後連貫的政策引起了當時的德國聯邦大總統興登堡的注意。

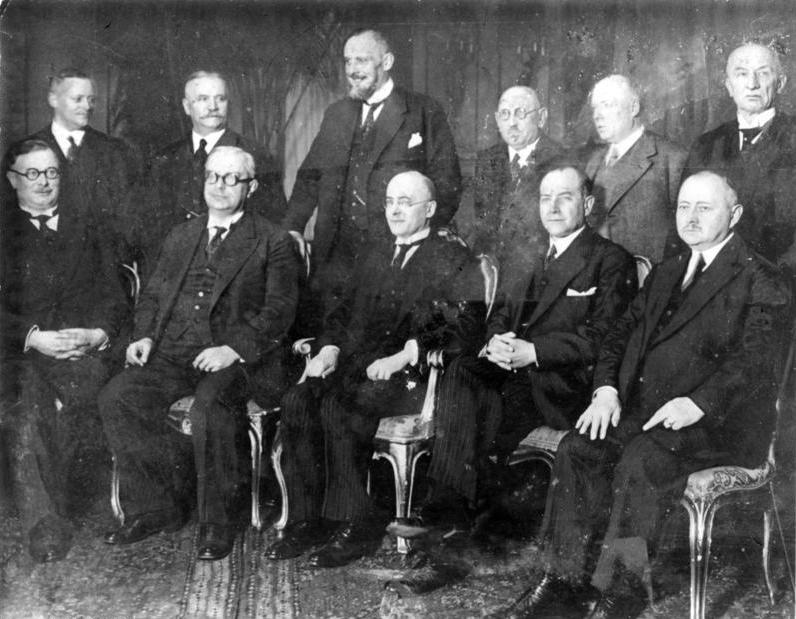
第一次組建的布呂寧内閣。（1930年3月31日）

為了尋找接替德國社會民主黨（社民黨）的赫爾曼·穆勒總理的人選，興登堡總統的顧問，庫爾特·馮·施萊謝爾勸說他考慮布呂寧作為人選。正在摸索大聯合政府的興登堡總統不喜社民黨加入其中，因此布呂寧找上了與其對立的德國人民黨，邀請加入聯合政府。1930年3月28日，興登堡總統正式對布呂寧作出組閣的指示，由於之前便完成了各政黨間的談判，因此組閣速度超乎尋常，僅在幾天後的4月1日便完成。加入該聯合政府的政黨除了有中央黨外，還有德國國家黨、德國人民黨、經濟黨，以及德國國家人民黨的一部份。布呂寧就任總理時年紀僅44歲，為當時德國史上第二年輕的總理。

### 混亂
新成立的内閣最初的課題便是經濟大恐慌造成的經濟衰退。楊格計劃延緩德國支付賠款但同時要求穩定通貨，因此在1930年6月，財政部長提出進一步的削減支出法案，該案由於社民黨對興登堡與布呂寧的猜疑而反對，因而未獲半數。遭到國會否決。1930年7月18日，該法案在社民黨、德國共產黨、納粹黨與德國國家人民黨反對下，再度以微弱優勢否決了該法案。布呂寧援引威瑪憲法第48條，試圖使法案不經國會通過，以否決國會多數的決定。1930年9月14日，國會大選開始，但此次情勢則大幅轉變，布呂寧原先預期無黨派候選人將大幅當選，但結果是納粹黨與共產黨的崛起，德國的政治結構轉變為右派和左派的兩極化。除此之外，納粹黨躍升為國會第二大黨，也引起國外投資者的不安，經濟絲毫沒有起色。
在国会完全处于弱势、行政完全依靠总统政令的布呂寧政府難以正常的召開國會，因此有62個以上的法案是經由緊急立法而通過，而納粹黨與共產黨皆提出法案無效的動議，尽管如此初期并没有放弃拉拢包括纳粹党在内的右翼势力。後在社民黨的幫助下，布呂寧才得以排除兩黨的動議順利召開國會。社民黨之所以幫助布呂寧，有對抗納粹黨及共產黨的意圖，但除此之外，也是因布呂寧與社民黨達成妥協並仰賴其持續政權的緣故。因此引起興登堡總統對布呂寧的不滿。
為了挽救經濟，布呂寧施行一系列的緊急法規，並實行緊縮性財政與通貨緊縮政策，更進一步增加新税、降低工資來誘使德國提高出口。布吕宁以为依据的清算理论（Liquidationsthese）认为，在紧缩期的价格下跌将通过对无法调适的企业进行淘汰最终实现市场均衡的恢复。而对于德国的优势在于，作为最先触底的工业国家德国可以凭借价格优势创造大量的出口，从而在复苏期间一举领先。
1930年，访德的奥地利总理约翰·绍贝尔提出德國與奧地利结成德国-奥地利关税同盟的计划。1931年春季方案公布后，法國皮埃尔·赖伐尔和以捷克斯洛伐克为首的小协约国強力反對，指出这严重违背了1922年《奥地利重建协定》精神，法国禁止國內銀行貸款給德國或奧地利。1931年6月，法國的資金禁令聲明后，在德国银行业本就陷入困境的时期里，布呂寧發出了正式的公開聲明，表示德國已沒有能力賠償，所以將不再繼續支付第一次世界大戰的戰爭賠款。随后德國的經濟評價迅速下滑，進而導致全國範圍的信用危機，但法國的經濟同樣受到莫大的影響。
同時，針對傷殘士兵與失業者的緊急法令開始反彈，各城市都出現共產黨發起的示威遊行。為了和緩這一連串事態，當時的美國總統赫伯特·胡佛提出各國政府間的債務、賠償及戰爭債務均延期一年償付，此既為1931年6月的《延債宣言》。7月的会议中国际方面成立了莱顿委员会来评估德国进一步的信贷需求，并承诺11月前不再从德国撤回贷款。接着在8月在巴塞尔达成了停止偿债半年的《停止偿债协议》。但是德國的投資依舊不見起色，为了实现恢复德国偿债能力的国际方案中，法国要求以财政援助换取未来40亿法郎的资金和布吕宁政府的“政治暂停”并十年不修改《凡尔赛和约》，这为布吕宁的少数派政府所不愿亦不可接受。

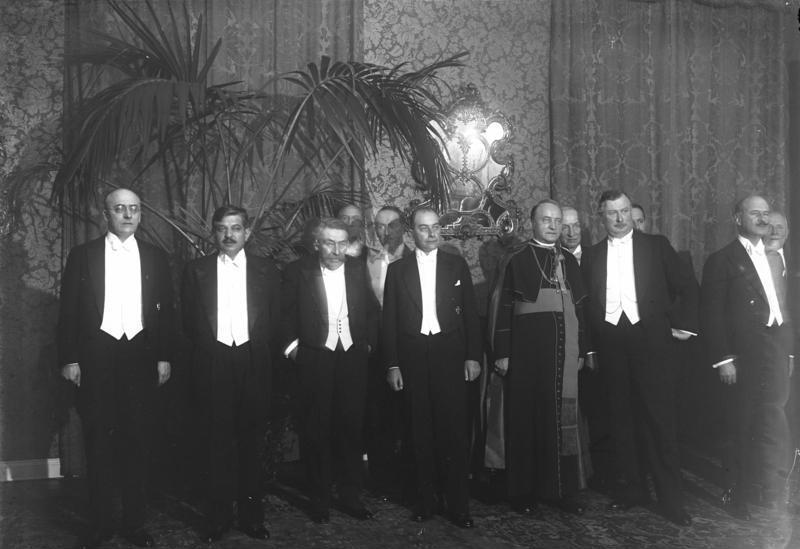
1931年9月在柏林进行的德法两国磋商，左起：布吕宁、皮埃尔·赖伐尔、阿里斯蒂德·白里安、德国经济和外交部长尤利乌斯·卡提乌斯、天主教柏林教区主教克里斯蒂安·施莱伯、德国交通部长西奥多·冯·盖拉尔德

尽管英法两国国内也有支持德奥关税同盟计划的声音，例如安德烈·勒·特罗克尔就称应该在此基础上建立一个泛欧关税联盟；温斯顿·丘吉尔称赞其为布吕宁改善国内政治基础的一次机会，但两者的观点都是少数派。英国外交部的观点是，关税同盟是否应该视为一种好斗姿态的展示都要取决于1932年日内瓦裁军会议的成果，而要取得成果则有赖倾向改善关系的政治家如布吕宁和法国外交部长阿里斯蒂德·白里安这样的人到时候仍在其位置上，而白里安的态度显然是他在1931年5月总统选举中落败给保罗·杜美的原因之一，英国要做的“仅仅是掐灭它”。1931年9月关税同盟方案最后在英国一同反对下被常设国际法院否决。興登堡總統再次對布呂寧感到不滿。失業者更高達600萬人，大銀行在此困境下甚至被迫關閉了幾天。與布呂寧的預測不同，虽然成功緩和支付賠款的義務，但各国为摆脱通缩螺旋让金本位不可逆转的瓦解和《斯姆特-霍利关税法案》后续各国竞相实施的保护主义措施导致的竞争悖论，德国的经济危机在1931年不见好转，贸易伙伴不容许德国产生贸易顺差进而造成本国失业情况进一步恶化。德国国内则货币价值增加，实物资产贬值，即使能接满订单但仍然无法避免走向破产的大企业产生了大量不良贷款，反过来又造成其它企业破产，走向债务型通货紧缩，短期内便最终化为了政治后果。10月的国会会议上，布吕宁在发表工作报告的发言中对国内外经济形势的持续下行做了分析。内政外交的失利也为右派提供了攻击布吕宁政府的口实。10月哈尔茨堡阵线的结成实现了右翼势力的一次前所未有的联合，虽然该联盟在随后的总统选举中因目标不同而破裂。
紧随英国贬值本币的步伐，在1931年9月专家团弗里德里希·李斯特协会的一场秘密会议上威廉·劳滕巴赫提出了被称为“劳滕巴赫计划”（Lautenbach-Plan）的经济方针，旨在通过信贷扩张扩大就业。尽管央行总裁汉斯·路德因为对国库收支的顾虑而不赞同大幅放贷的实施，但计划仍然得到批准，然而因为赔款偿付等信用课题（融资需要得到外国债权人和央行的同意）仍然使得融资十分困难，各部门只对负责领域制定了刺激计划但不能落实。大规模的刺激措施真正得以落地仍要等到弗朗茨·帕彭内阁在洛桑会议后消除了支付赔款的必要性，并大力支持供给，这被称为“帕彭计划”（Papen-Plan）。

### 辭職

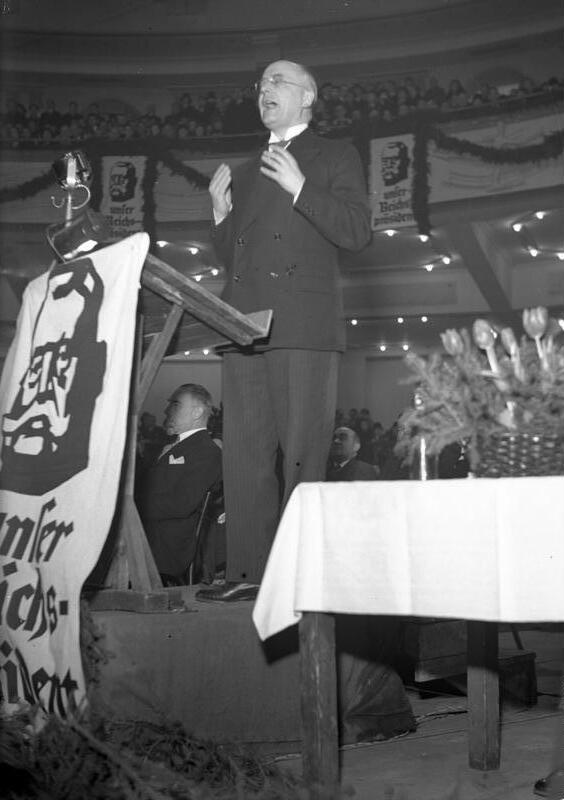
在興登堡的競選活動上演講的布呂寧

1932年4月，興登堡與納粹黨的阿道夫·希特勒角逐聯邦大總統。此次興登堡借助社民黨选票才得以取勝，他遭到了保守人士的质疑，這令興登堡開始向右派傾斜。
在德國的經濟衰退依然沒有起色的形势下，布呂寧配合1926年开始实施的东部援助计划提出緊急立法，將失業者安置在德國東部的破产地主的農地上从事农业。該法案可有效活用地主的土地，但內閣遭到地主佔大多數的容克階層的激烈攻擊为「农业布尔什维克」，本身就是德國東部的莊園主的興登堡甚至拒絕在該法案上署名。布呂寧5月11日在國會演說時發表「成功就僅在100公尺後」的乐观說法。但向來支持禁止納粹的衝鋒隊的威廉·格勒納，也是當時德國的國防部長兼內政部長的他，在庫爾特·馮·施萊謝爾的策略下，于5月13日辭職下野，包括其它的不利事态令布呂寧內閣開始陷入困境。在隨後的5月30日，布吕宁提出辭呈。經過異常簡單的退休儀式後，憔悴的布呂寧開始住院療養。單身的他並沒有在總理官邸以外的家。興登堡要求他擔任下任外交部長，布呂寧則表示他無法承擔外交責任予以拒絕。

### 餘生
退休的布呂寧考慮到納粹取得政權的危險性，故而反對中央黨與納粹黨合作。1933年1月，德國總統興登堡任命希特勒為德國總理，因此納粹成功取得政權。1933年3月，在德國此次的國會大選中，布呂寧當選國會議員，但是此時國會提出了惡名昭彰的德國1933年授權法。布呂寧反對該法案，但為避免中央黨議員分裂，不得已只能夠贊成。受布呂寧影響，也有為數眾多的議員轉而贊成，從而使得該法案通過。中央黨黨魁路德維希·卡斯，趁著至梵蒂岡締結《政教協定》的機會，尋求且成功得到梵蒂岡的政治庇護。1933年5月6日，布呂寧就任為中央黨黨魁，同年7月中央黨自主解散。
1934年5月，布呂寧得知他成為納粹的肅清對象，為避免慘遭殺害而離開德國。布呂寧經由瑞士輾轉抵達美國，並在哈佛大學得到了教授職務。在美國時極力避免談及有關希特勒或納粹的的言論，甚至避免接觸逃亡到美國的德國人。另一方，仍舊留在德國的施萊謝爾，於1934年6月30日的長刀之夜當晚遭到殺害。
在第二次世界大戰結束後的1952年，返回西德，在科隆大學教導政治學，不滿當時的西德總理康拉德·艾德諾的同盟政策。同時親自執筆書寫自1954年從美國歸國到1970年死亡前的回憶錄。逝世後埋葬在故鄉明斯特。

## 著作
- . Köln: Kölner Görreshaus. 1932.
- von Wilhelm Vernekohl. (编). . Regensberg, Münster. 1961.
- . Stuttgart: DVA. 1970.
- von Claire Nix (编). . Stuttgart: DVA. 1970.
- von Claire Nix (编). . Stuttgart: DVA. 1974.

## 外部連結
- Online-Biography of Heinrich Brüning （德語）
- 有关海因里希·布吕宁在德国经济学中央图书馆（ZBW）20世纪新闻档案中的剪报。
- Heinrich Burning Papers on Lecturing at Dartmouth College （页面存档备份，存于） at Dartmouth College Library
- McSpadden J. . Central European History. 2020, 53 (3): 584–612. doi:10.1017/S0008938919000943.

| 前任： 赫爾曼·穆勒 | 魏玛共和国總理 1930年—1932年 | 繼任： 弗朗茨·馮·帕彭 |